# Kanō Jigorō

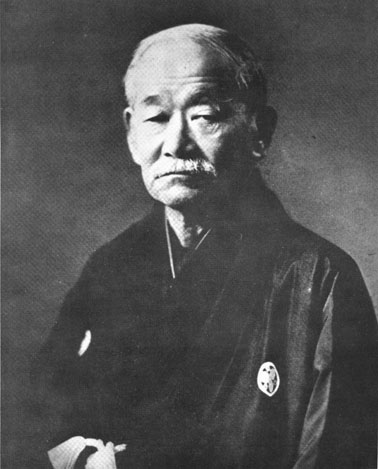
Chân dung Kano Jigoro

Kano Jigoro (tiếng Nhật: 嘉納 治五郎, âm Hán Việt: Gia Nạp Trị Ngũ Lang) (sinh ngày 10 tháng 12 năm 1860 và mất ngày 4 tháng 5 năm 1938) là một nhà giáo dục thể thao người Nhật Bản đồng thời là người sáng lập ra môn võ Judo nổi tiếng, được đưa vào hệ thống thi đấu của Olympic từ năm 1964.

## Tuổi thơ
Kano Jigoro sinh ngày 28 tháng 10 năm 1860 (tức ngày 28 tháng 10 năm Vạn Diên thứ nhất đời Thiên hoàng Hiếu Minh) tại làng Mikage, khu Higashinada, thành phố Kobe, tỉnh Hyogo, Nhật Bản trong một gia đình khá sung túc nhờ kinh doanh rượu sake. Cha ông là ông Kano Jirosaku. Kano lúc còn nhỏ là một cậu bé thông minh nhưng thể chất ốm yếu, hiền lành và hay bị người khác bắt nạt. Năm lên 10 tuổi, cậu bị những kẻ du côn đánh đến ngất xỉu, từ đó Kano nung nấu trong lòng ý định học cách tự bảo vệ mình và nhờ vậy sau này đã sáng lập ra Judo, môn phái tự vệ hữu hiệu.

## Kano và sự nghiệp võ thuật
Khi Kano bắt đầu xin đi võ, ông gặp rất nhiều khó khăn vì đi đến đâu cũng đều bị các võ sư từ chối do cho rằng ông quá yếu ớt, không có khả năng học võ. Mãi đến năm Kano 17 tuổi (1877) khi ông đang là sinh viên ngành chính trị học và kinh tế học của Đại học Đế quốc Tokyo, nhờ một người bạn giới thiệu, ông mới được nhận vào lớp của thầy Katagiri Ryuji và chỉ được theo học có mấy bài biểu diễn. Kano không dễ dàng chấp nhận điều đó nên đã đến võ đường của Fukuda Hachinotsuke, một võ sư nổi tiếng cả về tài năng lẫn đạo đức trong môn Jujitsu thuộc chi phái Tenjin-shinio-ryu. Fukuda nhấn mạnh đến các bài quyền (kata) và song song đó, chương trình huấn luyện của ông còn bao gồm đấu vật tự do. Sau này kỹ thuật của Kano Jigoro nhấn mạnh đến randori (vật tự do) trong chương trình giảng dạy do chịu ảnh hưởng của Fukuda.
Nhờ chăm chỉ luyện tập, chẳng bao lâu, Kano trở thành một võ sĩ tài năng. Năm 1879, tức chỉ một năm sau ngày ông nhập môn tại võ đường của thầy Fukuda, thầy đột nhiên trở bệnh và mất. Ở tuổi 19, Kano chuyển sang học võ với thầy Iso Masatomo (62 tuổi) cũng thuộc trường phái Tenjin-shinio-ryu tại võ đường ở khu Kanda của Tokyo, đây là một võ đường nổi tiếng với những bài quyền do Iso sáng tạo hoặc nhuận sắc từ những bài cổ xưa.
Hơn hai năm Kano rèn luyện trong nỗ lực tột cùng, "ăn, uống và ngủ cùng Jujitsu". Điều tệ hại là ông bắt đầu có những cơn ác mộng, trong giấc ngủ ông thường la hét các ngôn từ mà lúc tập luyện Jujutsu ông sử dụng, và thường đá tung chăn mền. Tuy nhiên thầy Iso đã nhận thấy những cống hiến của người học trò trẻ tuổi và quyết định bổ nhiệm Kano làm trợ giảng.
Ở tuổi 21, Kano Jigoro bắt đầu trở thành võ sư dạy Jujutsu phái Tenji-shinio-ryu. Nhưng cũng đột ngột giống như Fukuda trước kia, Iso Masatomo đã lại mất vì bạo bệnh. Kano lại quyết định ra đi vì ông muốn nghiên cứu sâu sắc hơn về võ thuật, chứ không chỉ là một người thầy dạy võ đơn thuần. Sau đó, Kano lại có cơ duyên gặp thầy Tsunetoshi Iikubo, bậc thầy của trường phái Kito-ryu, và bắt đầu chương trình tập luyện mới theo hệ phái này. Kano Jigoro tập luyện rất nỗ lực, thậm chí không có ai ông cũng tập một mình. Kỹ pháp và chương trình của Tsunetoshi cũng như Fukuda Hachinotsuke, nhấn mạnh kỹ thuật vật tự do và đặc biệt sở trường về các nagewaza (các kỹ thuật quăng, ném), đây cũng là những kỹ pháp mà Kano sau này chịu ảnh hưởng lớn.
Trong thời gian này, Kano Jigoro từng bị thua võ sĩ nhà nghề Fukushima Kenkichi nặng tới 90 kg, tức là hơn ông đến 50 kg. Về sau, muốn đánh bại Fukushima để thỏa mãn cảm giác chiến thắng, Kano lao vào nghiên cứu mọi kỹ thuật, kể cả các quyển sách về kỹ thuật Sumo, tham khảo nhiều tài liệu, luyện tập không biết mệt mỏi, phát triển thêm nhiều đòn thế quăng, vật mới và tập trung vào các phương pháp cải thiện Jujitsu. Cuối cùng, bằng một loạt những kỹ thuật mới do Kano sáng tạo, ông đã dễ dàng nhấc bổng Fukushima lên vai, xoay tròn và ném anh ta lên sàn đấu. Kỹ thuật này được Kano đặt tên là kata guruma, hay còn gọi là xoay vai. Thêm vào đó, hàng loạt các nguyên lý khác cũng được Kano sáng tạo trong thời gian này, như uki goshi (hông di động), tsuri komi goshi (nhấc, kéo hông).

## Kano và việc sáng lập ra Judo

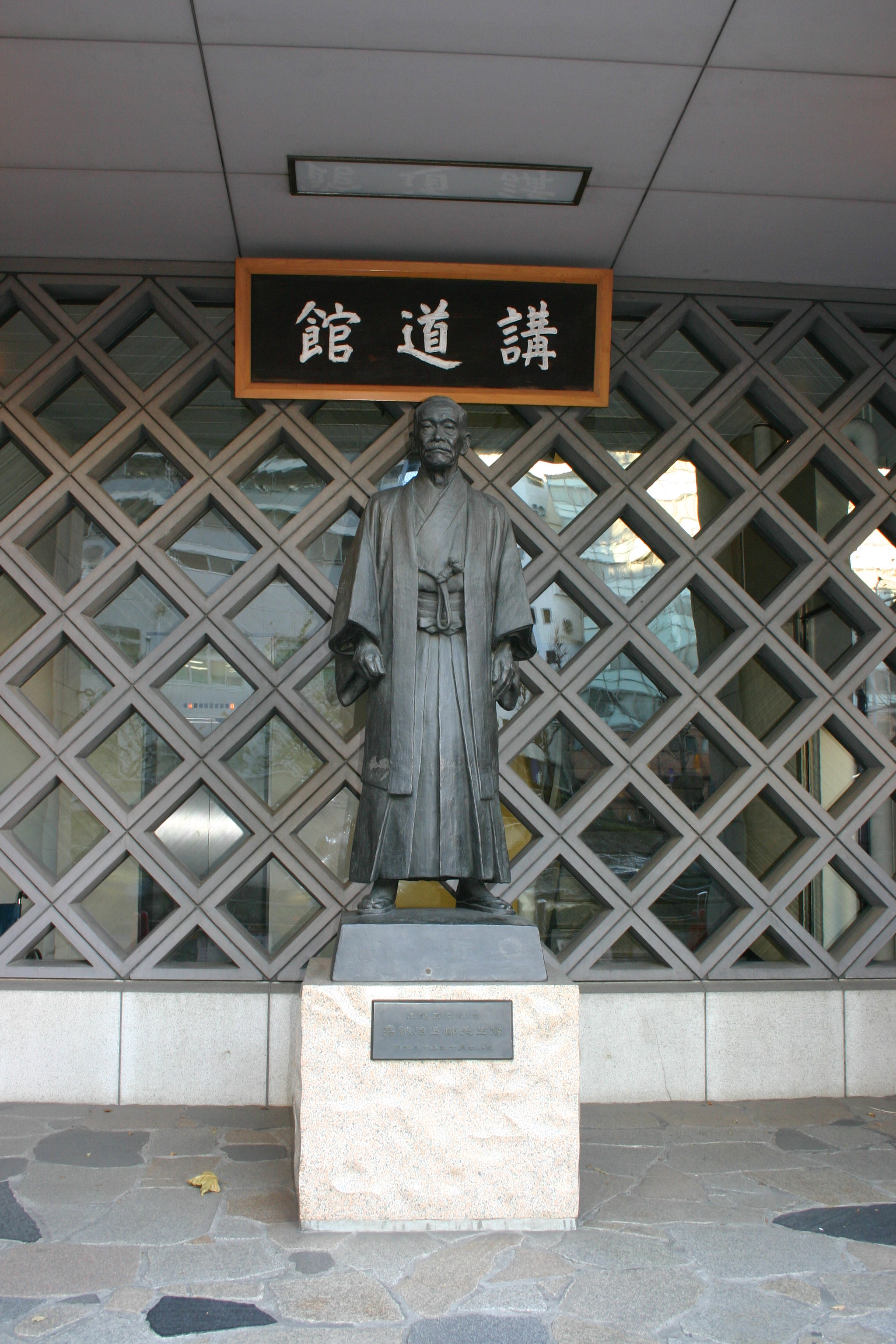
Tượng Jigoro Kono trước võ đường Kodokan

Kano đã cống hiến đời mình cho sự cải tiến Jujitsu dựa trên các nguyên tắc khoa học, kết hợp với việc tập luyện chiến đấu với giáo dục tinh thần và thể chất. Tuy nhiên, ý tưởng ban đầu của Kano Jigoro chỉ là cải tiến Jujitsu chứ không phải là tìm ra kỹ thuật mới. Ông nhận thức rõ được những kỹ thuật nguy hiểm của Jujitsu nhưng tin rằng một khi loại bỏ được chúng, môn này sẽ là một hình thái giáo dục thể chất và là phương pháp tốt rèn luyện tinh thần kỷ luật và thượng võ cho thanh niên. Với suy nghĩ đó, Kano loại bỏ không khoan nhượng những kỹ thuật có hại và nguy hiểm của Kito-ryu và làm cho các kỹ pháp của hệ phái này được soi chiếu dưới góc độ khoa học.
Khi 22 tuổi, Kano Jigoro chọn ra 9 môn đồ trong số các học trò của ông ở võ đường phái Kito-ryu và vào tháng 2 năm 1882 ông lập môn võ Judo của riêng mình tại ngôi đền Eishoji. Theo định nghĩa của ông, Ju (柔, nhu) là nhu hòa, mềm mại, Do (道, đạo) là đường lối, phương thức, Judo là đường lối rèn luyện thể chất và tinh thần con người thông qua nguyên lý mềm dẻo, lấy nhu thắng cương, lấy yếu chống mạnh và lấy ít địch nhiều. Trong những năm này, thầy Iikubo đến ngôi đền một tuần 2 hoặc 3 lần để giúp truyền thụ những bí quyết phái Kito-ryu cho các học trò của Kano, vì vậy điều mà các học trò của ông thu thập được phần nhiều là Jujutsu chứ không phải Judo. Tuy nhiên, sự chuyển biến từ Jujutsu sang Judo được thực hiện chậm rãi nhưng chắc chắn. Dù thật khó xác định thời điểm chính xác mà các học trò của Kano Jigoro được học không còn là Jujutsu mà là Judo, nhiều người vẫn cho rằng đó là ngày mà lần đầu tiên những kỹ pháp do Kano sáng tạo đã đánh bại kỹ pháp hệ phái Kito-ryu của thầy mình. Bằng cách áp dụng những chiêu thức khống chế di chuyển, Kano đã khóa được mọi chuyển động của Iikubo rồi dùng những kỹ thuật đã cải tiến quật thầy mình ngã 3 lần. Kano đã giải thích với thầy rằng đó là nguyên lý "bản thân đối thủ tự làm mất thăng bằng rồi hãy tấn công". Bậc thầy Iikubo đã bày tỏ một cách không khách sáo với học trò của mình: "Từ nay trở đi, con hãy dạy ta".
Từ thời điểm này, võ đường Kodokan do Kano Jigoro thành lập đã trở thành địa điểm đầu tiên mà Judo được truyền dạy để từ đây lan tỏa khắp thế giới.

## Kano và việc truyền bá Judo
Năm 1880, Kano Jigoro tốt nghiệp Đại học chính trị kinh tế khoa triết học. Sau đó, từ giảng viên đại học, ông được cử là cố vấn Bộ giáo dục, rồi khoa trưởng Đại học Sư phạm Tokyo (nay là Đại học Tsukuba), khoa trưởng đệ ngũ đẳng viện Tokyo.
Năm 1890, giáo sư Kano nghĩ đến việc truyền bá môn Judo đến thế giới nên ông đến châu Âu. Năm 1909, nhân dịp dẫn đoàn thể thao Nhật Bản tham dự Olympic, giáo sư Kano được sự chấp thuận của ủy ban Olympic thế giới được phép giới thiệu Judo đến các quốc gia khác tham dự Olympic. Nhờ vậy, Judo được truyền bá khắp thế giới, các võ đường liên tiếp được thành lập. Năm 1932, môn Judo được đưa vào giảng dạy tại nhiều cấp học ở Nhật Bản.
Giáo sư Kano Jigoro mất ngày 4 tháng 5 năm 1938, hưởng thọ 78 tuổi. Có nhiều nghi vấn về cái chết của ông trong đó có giả thuyết ông bị chính quyền quân phiệt Nhật Bản ám sát vì ông từ chối biến các võ đường Judo thành nơi đào tạo sĩ quan cho quân đội Nhật Bản. Thế nhưng niện nay, ước tính khoảng 11 triệu người trên thế giới đang tập luyện môn võ thuật Judo này, đủ thấy di sản của Kano vẫn đang sống trên khắp mọi vùng đất của thế giới.

## Thông tin thêm
Tên tuổi của Kano Jigoro được đưa vào Tòa nhà tưởng niệm những người danh tiếng của tạp chí Black Bell như là người nhận giải Black Bell năm 1998.
Ngày 28/10/2021, ông đã được vinh danh bởi Google Doodle nhân kỉ niệm 161 năm ngày sinh của ông.